# Filmkollektiv Zürich
Das Filmkollektiv Zürich ging 1975 aus dem 1972 gegründeten Filmverleih Filmcooperative Zürich (heute Filmcoopi) hervor. Das Ziel war, durch eine gemeinschaftlich genutzte technische und administrative Infrastruktur die Bedingungen für die Realisierung von Filmen zu verbessern.
Schwerpunktmässig ist das Filmkollektiv Zürich dem dokumentarischen Film und dem Autorenfilm verpflichtet – vom Kinodokumentarfilm über Fernsehdokumentationen bis zum dokumentarischen Spielfilm. Besonders zeichnet sich das Filmkollektiv durch die intensive Zusammenarbeit und Beratung der Autoren in allen Phasen der Arbeit aus – von der Erarbeitung der Projekte über das Erstellen der Drehvorlagen bis hin zur Auswertung.
Insgesamt hat das Filmkollektiv mit seinen Mitgliedern und ihm nahestehenden Autoren bisher 80 Filme realisiert.
Das Filmkollektiv Zürich wurde 2018 aufgelöst.

## Produktionen
Vor allem in den 1970er Jahren entstanden im Filmkollektiv Zürich viele politische Filme (sog. Interventionsfilme), etwa Kaiseraugst (1975), Lieber Herr Doktor (1977), Aufpassen macht Schule (1978), Gösgen (1978),  Rothenthurm (1984), Asyl – die Schweiz das Nadelöhr (1987) aber auch Spielfilme wie Les petites Fugues (Kleine Fluchten) (1979).
Seit 1980 wurden unter anderem Filme wie Es ist kalt in Brandenburg (Hitler töten) (1980), Behinderte Liebe (1980), Die unterbrochene Spur (1982), Gossliwil (1985), Palaver, Palaver (1990), Konrad Zuse (1990),Seriat(1991), Sertschawan - Bei meinen Augen (1992), Well Done (1994), Kaddisch (1997), Ghetto (1997), Klingenhof (2005), Nicolas Bouvier – 22 Hospital Street (2005), Bruno Manser – Laki Penan (2007), die Trilogie Ins Unbekannte der Musik (2010) oder Vollenden (2015) produziert.

## Mitglieder
In der Anfangsphase waren unter anderen dabei: Renato Berta, Richard Dindo, Marlies Graf-Dätwyler, Urs Graf, Mathias Knauer, Hans Stürm, Rainer Trinkler, Carlo Varini, Luc Yersin. Der aktive Kern seit dem Jahr 2000 bestand aus Marianne Bucher, Urs Graf, Mathias Knauer und Rainer Trinkler.

## Auszeichnungen
- 2006: Schweizer Filmpreis in der Kategorie Spezialpreis der Akademie (für Konzept und Schnitt des Films Klingenhof)